# Chalcostigma herrani
El colibrí de Herrán, picoespina arcoíris o pico de tuna arco iris (Chalcostigma herrani), es una especie de ave apodiforme de la familia Trochilidae (los colibríes) perteneciente al género Chalcostigma. Es nativo de regiones alto-andinas del noroeste de América del Sur.

## Distribución y hábitat
Se distribuye de forma aislada en los Andes centrales de Colombia (en el Nevado del Tolima), y de forma más continua por los Andes occidentales hacia el sur, por ambas pendientes de los Andes de Ecuador, hasta el norte de Perú.
Esta especie es considerada poco común en sus hábitats naturales: los páramos arbustivos, preferindo laderas rocosas bien drenadas con bromelias terrestres (Puya, Tillandsia), helechos (Blechnum) y varios arbustos (especialmente Brachytum). Algunas veces en bosques húmedos de queñoa Polylepis. En altitudes entre 2700 y 4000 m.

## Descripción
Mide en torno a los 10 a 12 cm de longitud. Los machos pesan unos 6,6 g, mientras que las hembras no suelen sobrepasar los 5,5 g. Es uno de los colibríes de mayor tamaño del género Chalcostigma. Su plumaje es de color pardo broncíneo, con una corona rojiza y cola ahorquillada de color azul y negra con las puntas barreadas en blanco. El macho tiene la base de la mandíbula inferior de color verde azulado y el cuello dorado y rojizo.

## Sistemática

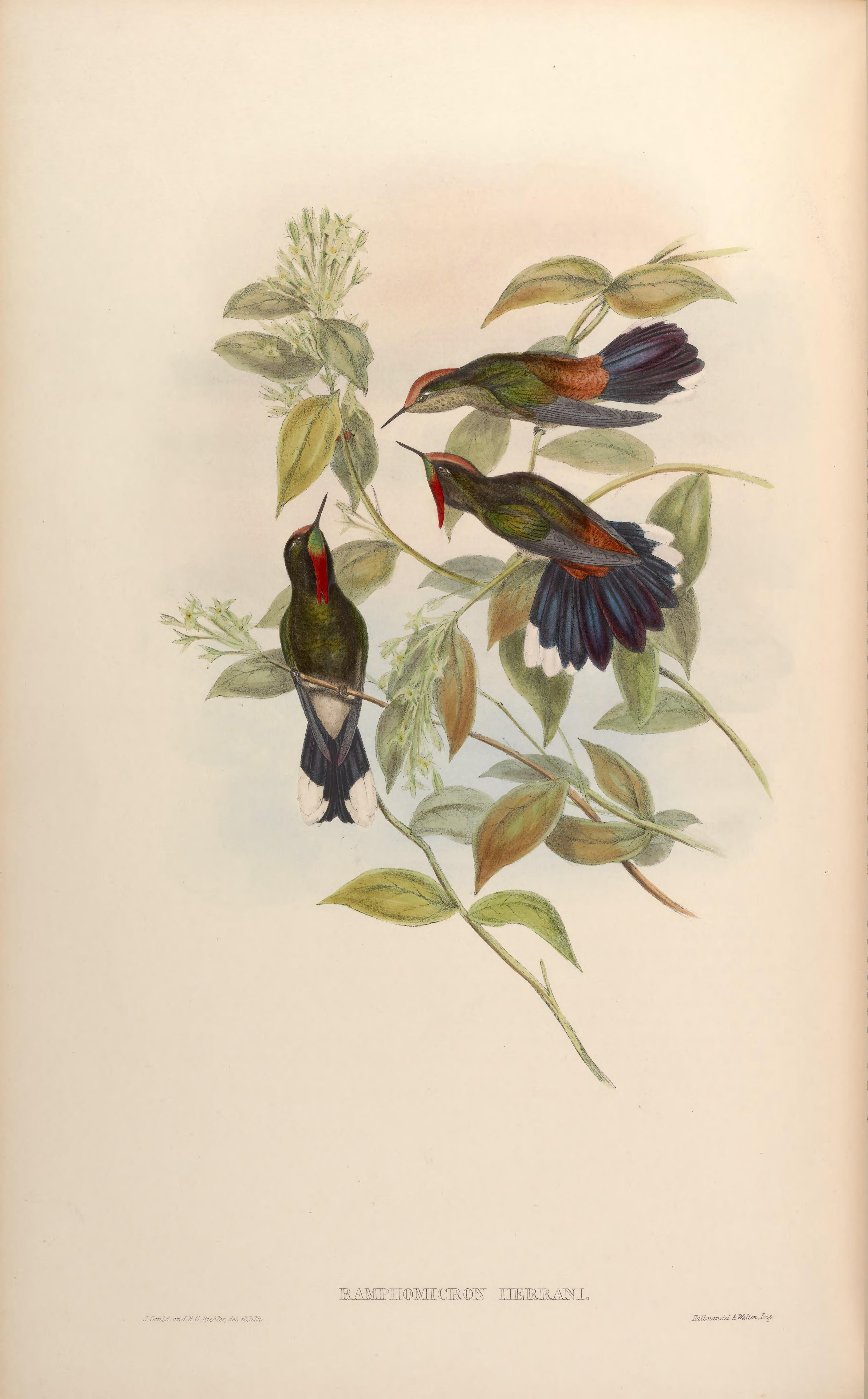
Rhamphomicron herrani sinónimo de Chalcostigma herrani, ilustración de Gould y Richter en A monograph of the Trochilidae, or family of humming-birds 3, 1861.

### Descripción original
La especie C. herrani fue descrita por primera vez por los ornitólogos franceses Adolphe Delattre y Jules Bourcier en 1846 bajo el nombre científico Trochilus herrani; su localidad tipo es: «Pasto, Colombia».

### Etimología
El nombre genérico neutro «Chalcostigma» es una combinación de las palabras del griego «khalkos» que significa ‘bronce’, y «stigma» que significa ‘marca’; y el nombre de la especie «herrani», conmemora al general Pedro Alcántara Herrán (1800–1872), 4o presidente de la República de la Nueva Granada.

### Taxonomía
La forma descrita Zodalia glyceria Gould, 1858 es un híbrido de la presente especie con Lesbia victoriae.

### Subespecies
Según las clasificaciones del Congreso Ornitológico Internacional (IOC) y Clements Checklist/eBird  se reconocen dos subespecies, con su correspondiente distribución geográfica:
- Chalcostigma herrani tolimae Kleinschmidt, 1927 – Nevado del Tolima en los Andes centrales de Colombia.
- Chalcostigma herrani herrani (Delattre & Bourcier), 1846 – Andes occidentales del sur de Colombia (Parque nacional natural Munchique, en Cauca, al sur hasta Nariño) hacia el sur por ambas pendientes de los Andes ecuatorianos (por la occidental solamente hasta Azuay) hasta el norte de Perú (hasta Piura y noroeste de Cajamarca).